# 申貝格山 (托特斯山脈)
47°42′45″N 13°47′35″E / 47.712435°N 13.793021°E

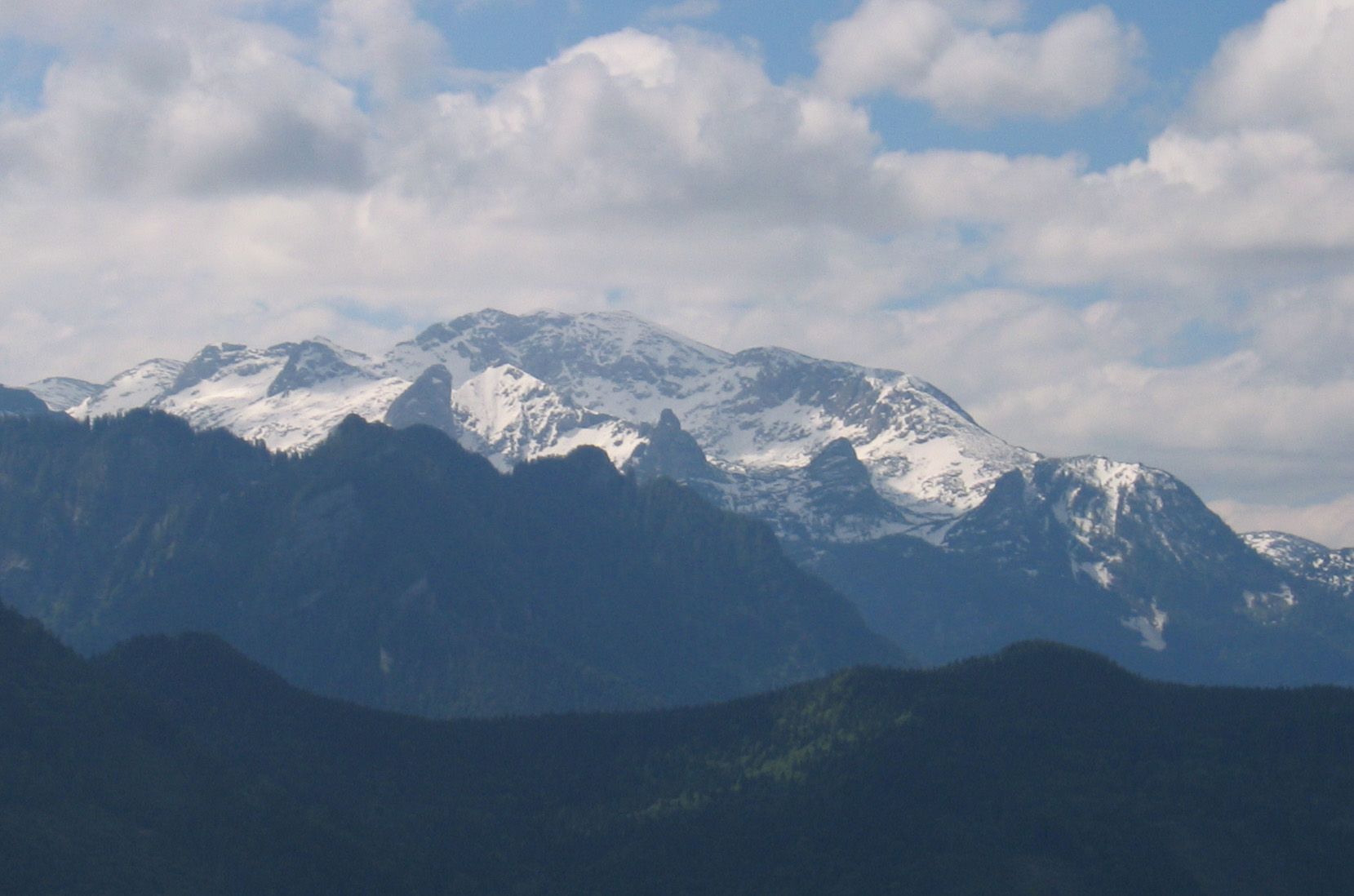

申貝格山（德語：Schönberg），是奧地利的山峰，位於該國中部，處於施泰爾馬克州和上奧地利州接壤的邊界，屬於托特斯山脈的一部分，海拔高度2,093米。